# 蒙孔图尔
蒙孔图尔（法語：Moncontour，法語發音：[mɔ̃kɔ̃tuʁ]）是法国新阿基坦大区维埃纳省的一个市镇，位于该省北部，属于沙泰勒罗区 。

## 地理
蒙孔图尔（46°52'54"N, 0°1'2"W）面积41.06 平方千米，位于法国新阿基坦大区维埃纳省，该省份为法国中西部省份，北起曼恩-卢瓦尔省和安德尔-卢瓦尔省，西接德塞夫勒省，南至夏朗德省，东南接上维埃纳省，东临安德尔省。
与蒙孔图尔接壤的市镇（或旧市镇、城区）包括：艾尔沃、阿赛-莱瑞莫、马尔讷、阿尔赛、拉格里莫迪耶尔、马尔泰泽、穆泰尔勒西利、圣克莱尔、圣让德索沃、平原河谷镇。

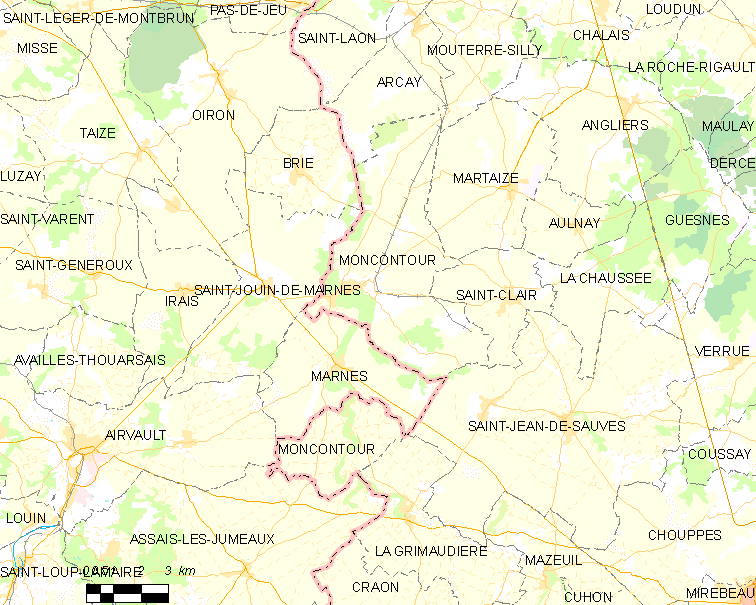
蒙孔图尔的OSM定位图

蒙孔图尔的时区为UTC+01:00、UTC+02:00（夏令时）。

## 行政
蒙孔图尔的邮政编码为86330，INSEE市镇编码为86161。

## 政治
蒙孔图尔所属的省级选区为卢丹县。

## 人口

1962-2008年间蒙孔图尔人口变化图示

蒙孔图尔于2022年1月1日时的人口数量为982人。